# Kanton Biguglia-Nebbio
Der Kanton Biguglia-Nebbio ist seit 2015 eine französische Verwaltungseinheit in den Arrondissements Bastia und Calvi, im Département Haute-Corse der Region Korsika.

## Gemeinden
Der Kanton besteht aus 14 Gemeinden mit insgesamt 14.308 Einwohnern (Stand: 1. Januar 2022) auf einer Gesamtfläche von 377,20 km²:
| Gemeinde               | Einwohner 1. Januar 2022 | Fläche km² | Dichte Einw./km² | Code INSEE | Postleitzahl | Arrondissement |
| ---------------------- | ------------------------ | ---------- | ---------------- | ---------- | ------------ | -------------- |
| Barbaggio              | 340                      | 10,86      | 31               | 2B029      | 20253        | Calvi          |
| Biguglia               | 7.638                    | 22,27      | 343              | 2B037      | 20620        | Bastia         |
| Murato                 | 564                      | 20,38      | 28               | 2B172      | 20239        | Calvi          |
| Oletta                 | 1.816                    | 26,61      | 68               | 2B185      | 20232        | Calvi          |
| Olmeta-di-Tuda         | 563                      | 17,40      | 32               | 2B188      | 20232        | Calvi          |
| Piève                  | 116                      | 19,70      | 6                | 2B230      | 20246        | Calvi          |
| Poggio-d’Oletta        | 216                      | 16,16      | 13               | 2B239      | 20232        | Calvi          |
| Rapale                 | 162                      | 10,16      | 16               | 2B257      | 20246        | Calvi          |
| Rutali                 | 519                      | 17,11      | 30               | 2B265      | 20239        | Calvi          |
| Sorio                  | 129                      | 15,56      | 8                | 2B287      | 20246        | Calvi          |
| Saint-Florent          | 1.685                    | 17,98      | 94               | 2B298      | 20217        | Calvi          |
| San-Gavino-di-Tenda    | 58                       | 50,44      | 1                | 2B301      | 20246        | Calvi          |
| Santo-Pietro-di-Tenda  | 339                      | 125,66     | 3                | 2B314      | 20217, 20246 | Calvi          |
| Vallecalle             | 163                      | 6,91       | 24               | 2B333      | 20232        | Calvi          |
| Kanton Biguglia-Nebbio | 14.308                   | 377,20     | 38               | 2B05       | –            | –              |